# Northolt
Pour la station de métro, voir Northolt (métro de Londres).
Northolt est une ville historique dans le borough londonien d'Ealing à Londres, en Angleterre, à 18 km au nord-ouest de Charing Cross.
Essentiellement un développement suburbain, la ville est à la jonction de deux importantes liaisons de transport : le Grand Union Canal et la route moderne A40.
Une des caractéristiques de la ville est une courses de poneys s'y déroulant.
Sa population était de 26 000 habitants en 1961 et de 32 000 habitants en 1991. Elle avait une population de 30 304 habitants au recensement britannique de 2011.
La Royal Air Force dispose d'une base à l'ouest de Northolt, la station RAF de Northolt.
Le Northolt Branch Observatories (code d'observatoire Z80), un observatoire astronomique, se situe à Northolt.

## Histoire
La ville de Northolt était située dans l'ancien comté de Middlesex qui fait maintenant partie du Grand Londres.
Les preuves archéologiques suggèrent qu'il y avait un village saxon à cet emplacement à partir du VIIIe siècle. Le village médiéval tirerait donc ses origines de l'époque saxonne.
La ville est mentionnée dans le Domesday Book sous le nom de Northall (correspondant à « Southall ») et comme étant dirigée par Geoffrey de Mandeville.
- Le manoir de Northolt, datant  du XIVe siècle, existait derrière l'actuel chemin Court Farm et a été fouillé à partir de 1950. Une grange construite dans la région en 1595 est désormais visible au musée en plein air de Chiltern. Au début du XVIIIe siècle, les anciennes cultures agricoles traditionnelles telles que les pois et les haricots ont été délaissées au profit du foins, dans le but de subvenir aux besoins de Londres.

Jusqu'à la fin de l'époque victorienne, la région était rurale avec des cultures principalement agronomiques.
Le développement suburbain a commencé dans les années 1920 : la plupart des logements au nord de l'avenue Western ont, en effet, été construits dans cette période et se trouvent dans le secteur du logement privé. Autrement, une grande majorité des logements construits au sud de l'avenue Western ont été construits dans les années 1960 et 1970 et se trouvent dans les secteurs du logement social, en particulier le long des routes Kensington et Ruislip.
Au XXIe siècle, un nouvel ensemble de logements privés de grande taille a été construit sur l'ancien site de la société Taylor Woodrow, à côté du Grand Union Canal. Ce développement est connu sous le nom de « Grand Union Village » et comprend un nouveau port de plaisance.

## Sites notables
- L'église de la Sainte-Vierge Marie, érigée au XIVe siècle, se dresse sur la colline dominant le vieux village.
- Le poète gallois Goronwy Owen a été brièvement pasteur dans cette ville.
- L'évêque Samuel Lisle est enterré à Northolt.
- Au centre du village se trouve une tour d'horloge indépendante érigée pour commémorer le couronnement de George VI en 1937.
- La maison publique White Hart se trouve sur le site d'une ancienne auberge. Le rond-point immédiatement au sud de celle-ci se trouve à la jonction de l'A312 (Church Road et Hayes Bypass) avec l'A4180 (Ruislip Road et West End Road). Le Yeading Lane rejoint également le rond-point.
- Les "Willow Cottages", situés sur les espaces verts, auraient été construits avec les briques de l'ancien manoir qui se trouvait autrefois derrière l'église paroissiale.
- Les deux tours de la station désaffectée de radio de la Royal Air Force, au nord de la ville, sont situées dans le terrain de loisirs de la station sans fil de Wood End. Ce lieu, bordé maintenant de tous côtés par des logements (Bayshill Rise, Lancaster Road, Blenheim road), abrite maintenant une base nationale de contrôle du trafic aérien.
- Northala Fields est une vaste zone le long de la route A40 qui a été réaménagée en tant qu'extension du Northolt and Greenford Country Park. Le développement se compose de quatre grandes collines coniques artificielles (construites avec les décombres du premier stade de Wembley), qui agissent comme une barrière acoustique pour bloquer le bruit de la circulation de l'avenue Western. Derrière les monticules se trouvent de nouveaux étangs et un centre d'accueil.
- Le golf Larkspur Rovers F.C. Clubhouse est situé sur la Rowdell Road de Northolt. Il a reçu un financement du Ealing Council et une subvention olympique de 50 000 £ du fonds inspiré des installations of Sport England[2].
- On peut noter la présence d'un bâtiment du centre communautaire du village sur Ealing Road, en face de l'église de la Sainte-Vierge Marie, qui comprend un chemin de fer miniature en plein air.
- On trouve également un centre de loisirs, comprenant une piscine, un centre de fitness, une salle communautaire et une bibliothèque. Le centre a été construit sur le site de l'ancienne piscine Swimarama, à la jonction de Mandeville Road et d'Eastcote Lane North, et a ouvert en 2010[3].
- On y trouve enfin Down Barns Moated Site, un ancien monument classé « mémorial de guerre polonais », rendant hommage aux pilotes polonais de la division 303 qui ont servi dans la Royal Air Force et ont participé à la bataille d'Angleterre pendant la Seconde Guerre mondiale[4].

## Géographie
Le centre de Northolt se trouve à une altitude d'environ 40 m (130 pieds) au-dessus du niveau de la mer. Il est plus montagneux au nord (jusqu'à environ 60 m (200 pieds)) tandis que le sud est plus bas, à environ  35 m (115 pieds). La ville est principalement suburbaine, avec quelques terrains industriels à l'est (par le Grand Union Canal ), de grands espaces verts, tells que les Lime Tree Park et Rectory Park, et des terres semi-rurales à l'ouest
Northolt est situé à 5,3 km (3,3 milles) de Hayes ; 3,9 km (2,4 miles) de Southall ; 2,3 km de Greenford ; 5 km (3,1 milles) de Wembley ; 4,3 km de Harrow ; 4,5 km de Ruislip ; et 7,2 km d' Uxbridge .

## Démographie
Northolt est couverte par les deux circonscriptions électorales du London Borough of Ealing :
- Le quartier de Northolt Mandeville, qui couvre la zone principale de Northolt.
- Le quartier de Northolt West End, qui couvre la zone au sud de la route A40, y compris les logements contigus de Yeading directement au sud.

| Quartier            | Détaché | Jumelé | Terrassé | Appartements, |
| ------------------- | ------- | ------ | -------- | ------------- |
| Northolt Mandeville | 3,7%    | 29,6%  | 25,3%    | 40,8%         |
| Northolt West End   | 3,0%    | 26,4%  | 17,4%    | 53,1%         |

Le prix médian des maisons en 2014 était de 300 000 £ à Northolt Mandeville et de 226 111 £ à Northolt West End. La population d'origine BAME (Black, Asian and minority Ethnic (Noir, Asiatique et Ethniquement minoritaire)) était respectivement de 51,7% et 55,1%. L'âge médian était respectivement de 34 ans et 32 ans.

### Population
Alors que Northolt est restée une zone rurale et agricole jusqu'au XIXe siècle, sa croissance démographique est restée lente :
- 1801 : 336 habitants
- 1871 : 479 habitants
- 1921 : 904 habitants
- 1961 : 26 000 habitants[8]
- 1991 : 32 000 habitants

La croissance rapide de la population au milieu du XXe siècle peut s'expliquer par la croissance de Northolt en tant que ville dortoir de la ville voisine, Ealing, et la construction, en 1935, de la route A40 traversant la région.
Des maisons familiales modernes ont été construites dans les années 1920 et 1930.
Dans les années 1950 et 1960, des logements locatifs à prédominance locale ont été construits.
3 423 logements sociaux avaient été construits à Northolt en 1963.
La station de métro Northolt a été ouverte en 1948 pour desservir la population croissante de la région.

### Criminalité
Les comportements antisociaux et criminels ont été se sont multipliés avec des délits tels que des actes de violence publique ou sexuelle.
Les niveaux de criminalité ont considérablement augmenté, jusqu'à 50% entre 2013 et 2014.